# صیدم
صیدم، روستایی از توابع بخش مرکزی شهرستان قشم در استان هرمزگان ایران است.

## جمعیت
این روستا در دهستان رمکان قرار دارد و براساس سرشماری مرکز آمار ایران در سال ۱۳۸۵، جمعیت آن زیر سه خانوار بوده‌است.